# Dynaudio
Dynaudio ist ein dänischer Hersteller hochwertiger Lautsprecher. Das Unternehmen ist in vier Geschäftsbereichen aktiv: Home Systems, Professional, Automotive und Multimedia.

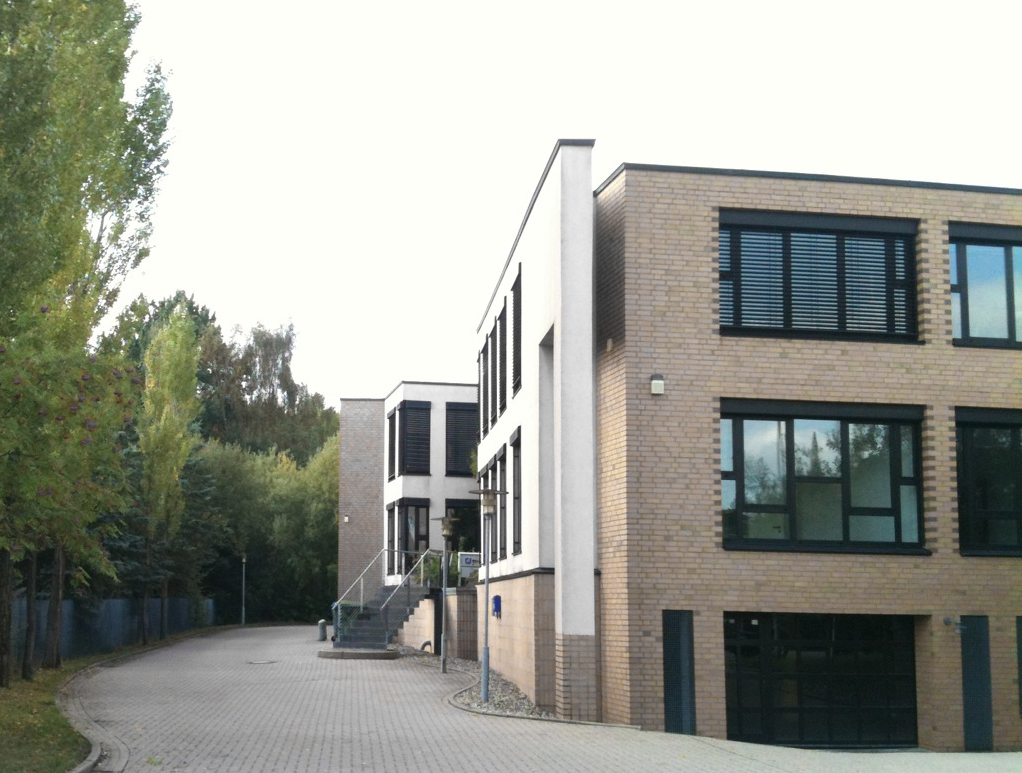
Vertriebsstandort in Rosengarten

Der Name Dynaudio setzt sich zusammen aus den Begriffen Dynamik und Audio. Der Slogan des Unternehmens ist „All there is“.
Der Hauptstandort der Dynaudio Group ist im dänischen Skanderborg mit ca. 200 Mitarbeitern, wo die Lautsprecher entwickelt, produziert und gefertigt werden. In der Dynaudio International GmbH in Rosengarten (Deutschland, Nähe Hamburg) werden alle internationalen Marketing- und Vertriebsaktivitäten koordiniert. Außerdem ist Dynaudio Mitglied im Interessenverband für hochwertige Unterhaltungselektronik, High End Society e. V.
Weitere Vertriebsstandorte sind in Großbritannien, den Niederlanden, den USA und China.

## Geschichte

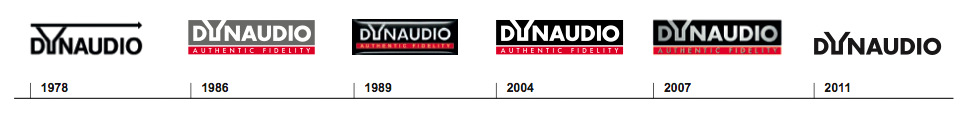
Logoentwicklung

Das Unternehmen wurde im Jahre 1977 in Dänemark von Wilfried Ehrenholz, Gerhard Richter und Ejvind Skaaning gegründet. Die langjährige Mission des Unternehmens wurde als ,Authentic Fidelity‘ bezeichnet. Dies sollte eine Abgrenzung zu den Qualitätsstandards der „High Fidelity“ sein, da die Toningenieure von Dynaudio höhere Ansprüche an Klangqualität stellen wollten, als damals in der Hi-Fi DIN 45500 definiert waren.
Seit 1968 gab es Forschungsprojekte von dänischen Ingenieuren im Lautsprecherbereich, aus deren Ergebnissen das Unternehmen hervorging.
Vier Jahre nach der Gründung Dynaudios wurde von hauseigenen Ingenieuren das Dynaudio-eigene Membranmaterial Magnesium-Silikat-Polymer Material entwickelt.
Viele technische Fortschritte wurden in Zusammenarbeit mit den Universitäten in Aalborg und Aarhus entwickelt.
1983 wurde der Lautsprecher Consequence auf den Markt gebracht. Besonders daran war derzeit die Compound-Konstruktion mit einem innenliegenden und einem außenliegenden Tieftöner, durch die tiefere Bässe produziert werden können als durch einen einzelnen Tieftöner.
Eine Bekanntheit in der HiFi-Welt hat Dynaudio ab dem Jahr 1990 durch die Herausgabe der vom ADC Art Director’s Club für Deutschland E.V. 1995 als beste Werbebroschüre des Jahres ausgezeichnete Publikation „Das Buch der Wahrheit“ und den sprichwörtlich gewordenen Werbeslogan „Dänen lügen nicht“, beide verfasst von Jan Geschke, erlangt.
1993 wurde Dynaudio Acoustics zusammen mit dem Studiodesigner Andy Munro gegründet, eine Marke im Professional Bereich.
Im Jahr 1996 ging Dynaudio eine Kooperation mit Volvo ein.
Ein Jahr später erschien der Kompaktlautsprecher Contour 1.3 SE, der sich derzeit durch neu entwickelte Chassis und eine aufwändige Frequenzweichenkonstruktion auszeichnete.
Der Lautsprecher Evidence Master, das Flaggschiff des Unternehmens, kam 1999 auf den Markt.
Sehr ereignisreich war das Jahr 2002: Zum 25-jährigen Jubiläum wurde das Modell Special Twenty-Five herausgegeben, signiert von CEO Wilfried Ehrenholz. Diese wurde einige Jahre später vom Chefredakteur Wilfried Kress mit dem Editors Choice Award als eines der besten Testgeräte des Jahres 2011 in der Zeitschrift hifi & records ausgezeichnet. Auch wurde der Lautsprecher Evidence Temptation für ihre DDC (Dynaudio Directivity Control) Technologie mit dem Innovationspreis Innovations 2002 in der Kategorie Design + Engineering Showcase von den Veranstaltern der weltweit größten Consumer Electronics Show (CES) in Las Vegas ausgezeichnet. Diese Entwicklung ist gekennzeichnet durch eine vertikal symmetrische Anordnung doppelt vorhandener Chassis sowie einer speziell aufgebauten Frequenzweiche. Raumakustische Probleme sollen durch DDC auf ein Minimum reduziert werden.
Es folgte die Confidence Modellreihe, deren Standlautsprecher C2 und C5 ebenfalls über die DDC-Technologie verfügen.
2002 begann die Zusammenarbeit mit Volkswagen, die bis heute besteht.
2005 wurde die Lautsprecher Serie Focus mit weiterentwickelter Chassisgeneration Esotec+ vorgestellt.
Erstmals kamen 2007 Produkte im Bereich Multimedia auf den Markt: High-End-Desktoplautsprecher MC15 und Subwoofer Sub 250 MC.
Zum 30-jährigen Jubiläum 2007 kam das Modell Sapphire auf den Markt. Sie wurde auf 1000 Paare limitiert, wobei das letzte Paar zugunsten von „Ärzte ohne Grenzen“ versteigert wurde.

Im Jahr 2008 kam die Lautsprecher Serie Excite auf den Markt. 

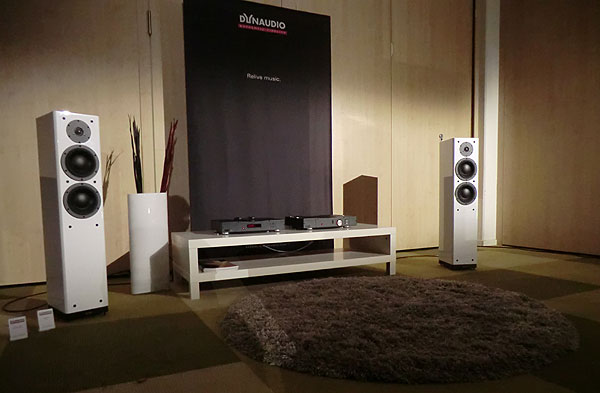
Messeausstellung

Die Lautsprecher Serie Xeo, die ersten Wireless Lautsprecher des Unternehmens, erschienen 2012 auf dem Markt. Diese wurden mit dem EISA-Award 2012–2013 als Best Product im Segment European Wireless ausgezeichnet.
Im Frühjahr 2013 wurde der neue Excite Lautsprecher präsentiert.
Im Oktober 2014 übernahm das chinesische Unternehmen Goertek Inc. die Mehrheit am Unternehmen, 83 Prozent. Einige Jahre darauf verkauft Gründer und Vize-Direktor des Board of Directors, Wilfried Ehrenholz, auch seine restlichen Anteile.
Zum 40-jährigen Firmenjubiläum 2017 brachte Dynaudio den 2-Wege-Kompaktlautsprecher Special Forty auf den Markt.
2018 wurde eine neue Generation der Confidence-High End-Serie vorgestellt; sie verwendet u. a. eine weiter entwickelte DDC-Technologie.

## Produktsegmente
Dynaudio Home Systems beinhaltet verschiedene Serien von Lautsprechern für Hifi- und Heimkino-Anlagen zu Hause. Es gibt Kompakt-, Stand- sowie Centerlautsprecher und Subwoofer.
Dynaudio Professional stellt verschiedene Serien von Abhörmonitoren für Tonstudios her. Zahlreiche Musik – und Filmproduktionen werden mit Hilfe von Dynaudio Monitoren abgemischt. Zu den bekanntesten gehören Coldplay, Depeche Mode, U2, Matrix, Herr Der Ringe und die Harry-Potter-Filme. Unter anderem sind die britischen AIR Studios, die Abbey Road Studios, Danish Radio, CCTV und der WDR Köln mit Dynaudio-Monitoren ausgestattet. Dynaudio Acoustics stellt die recommended standard monitors für BBC Radio & Music.
Dynaudio Automotive beinhaltet Audiosysteme für verschiedene Fahrzeuge. Von 1996 bis 2009 arbeitete Dynaudio als Hersteller von Soundsystemen mit Volvo zusammen und gründete hierfür den Bereich Dynaudio Automotive. Auch Volkswagen und Bugatti werden mit Dynaudio-Sound-Systemen ausgestattet. Von 2010 bis 2016 war Dynaudio exklusiver Premium-Soundpartner von Volkswagen. 2017 wurden über 860.000 Chassis für VW hergestellt. Seit 2016 lässt sich Volkswagen zusätzlich auch wieder von anderen Anbietern Premium-Soundsysteme zuliefern.
Dynaudio Multimedia entstand 2007 mit der Einführung des High-End-Desktoplautsprechers MC15 und dem passenden Subwoofer Sub 250 MC. Seit 2010 besteht eine Zusammenarbeit mit dem taiwanesischen Notebook- und PC-Spezialisten MSI, aus der das Gaming-Notebook GT 660 hervorging.

## Aktuelle Modellreihen
- Confidence (sogenanntes High end)
- Consequence[14] (äußerst aufwändiger 5-Wege Lautsprecher, Masse 114 kg)[15]
- Contour
- Emit
- Evidence
- Evoke
- Excite
- Focus
- Sub
- Xeo (wireless)

## Galerie

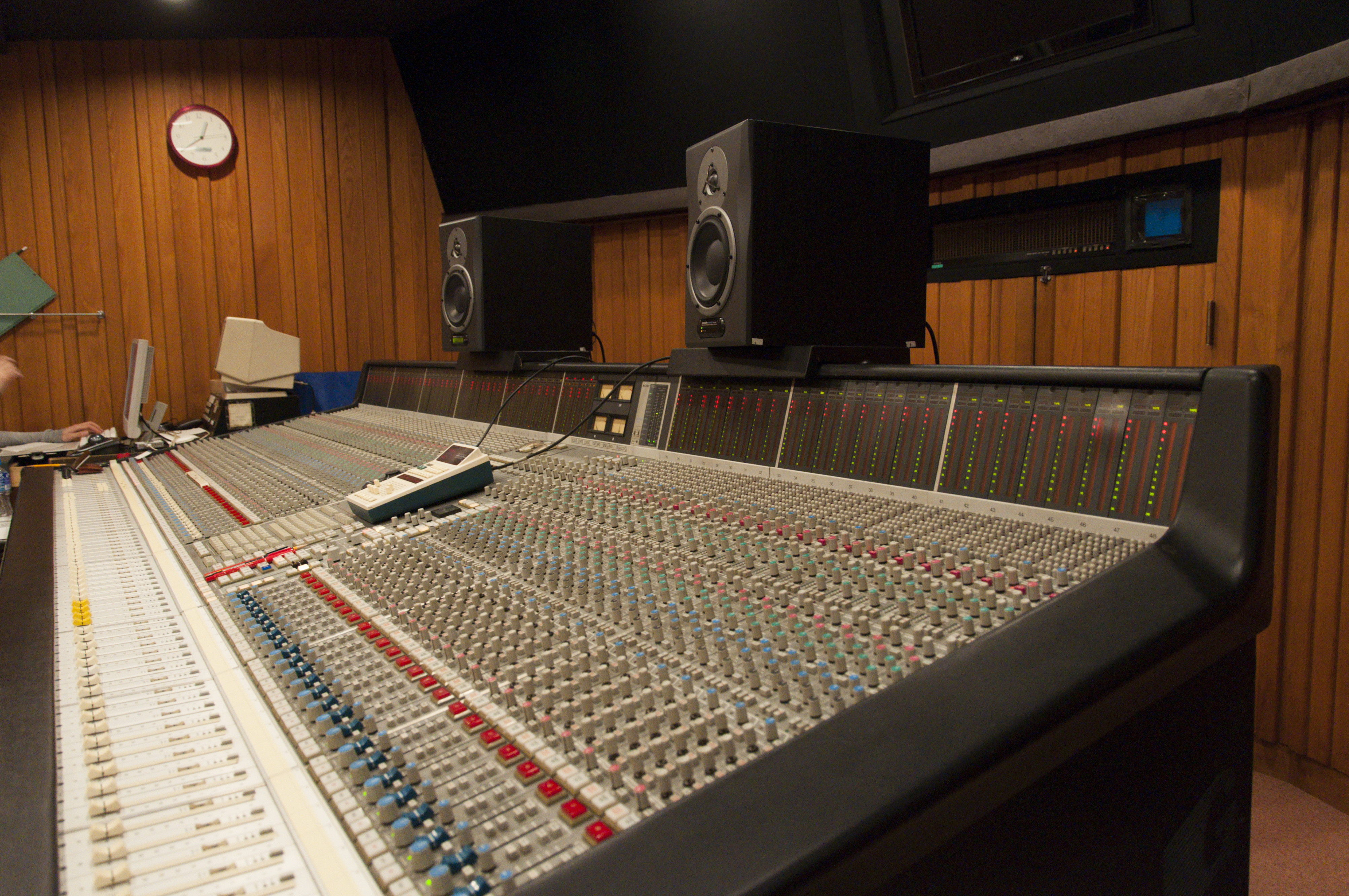
Dynaudio AIR6
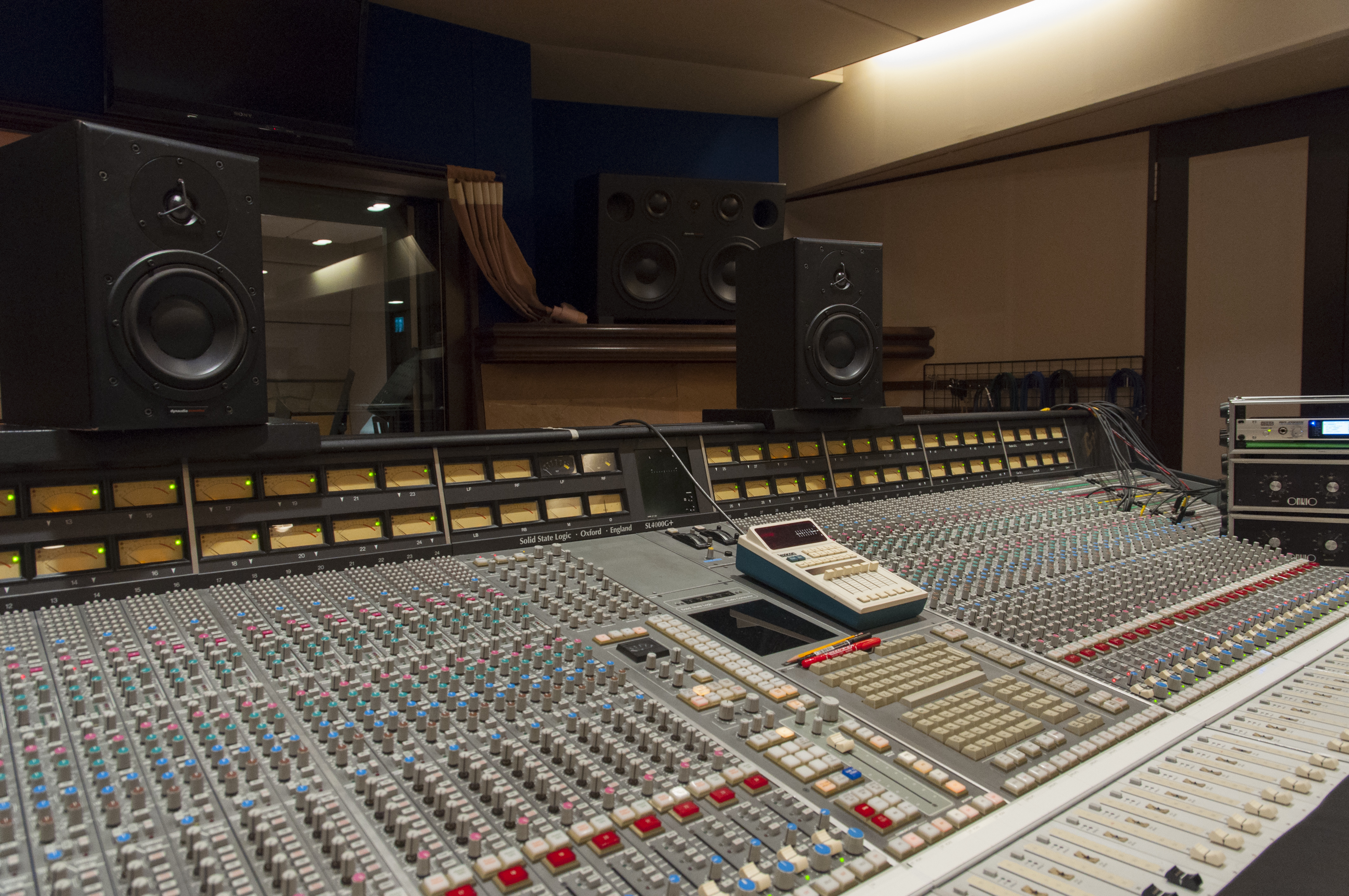
Dynaudio BM6
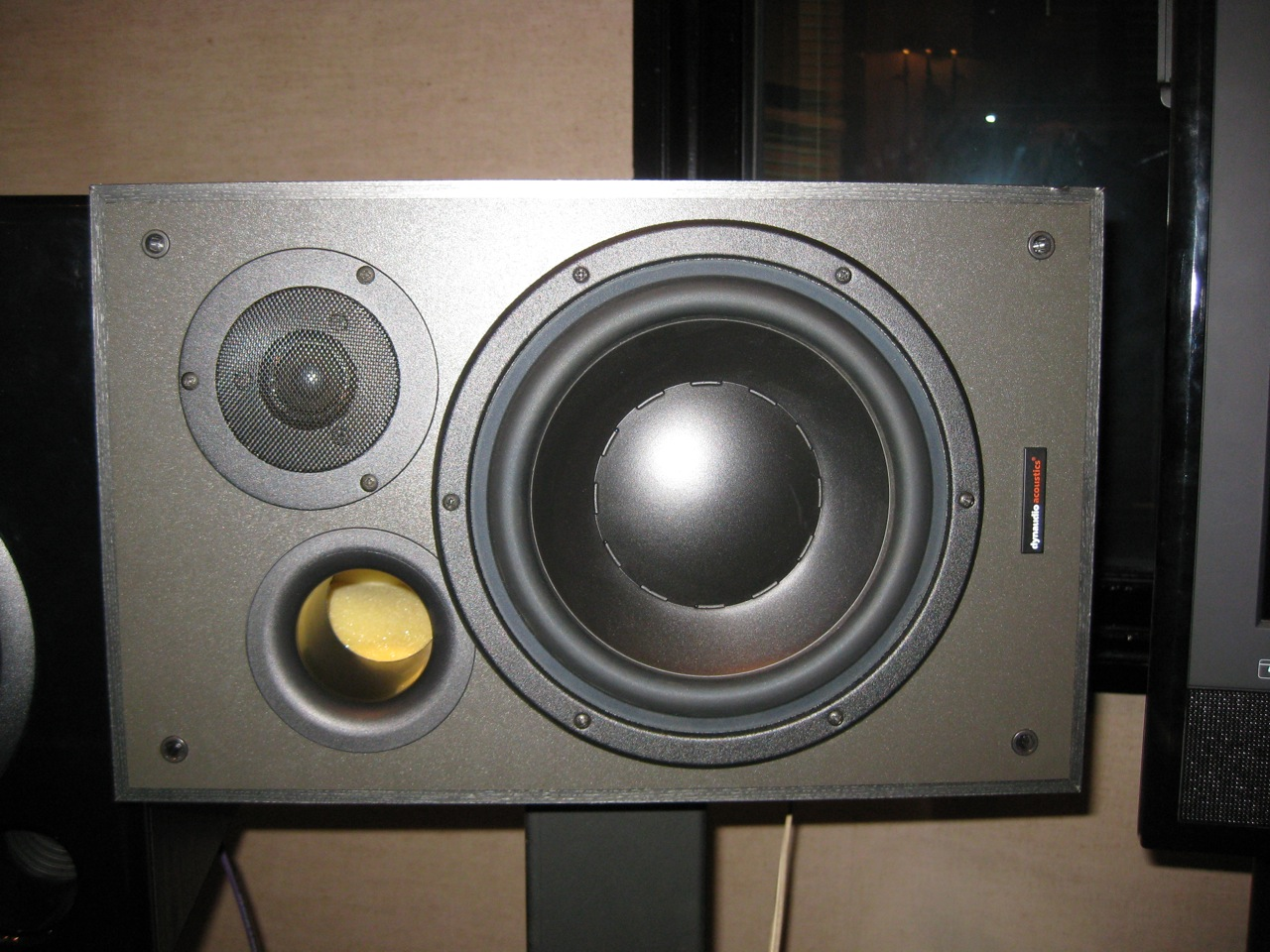
Dynaudio BM15P
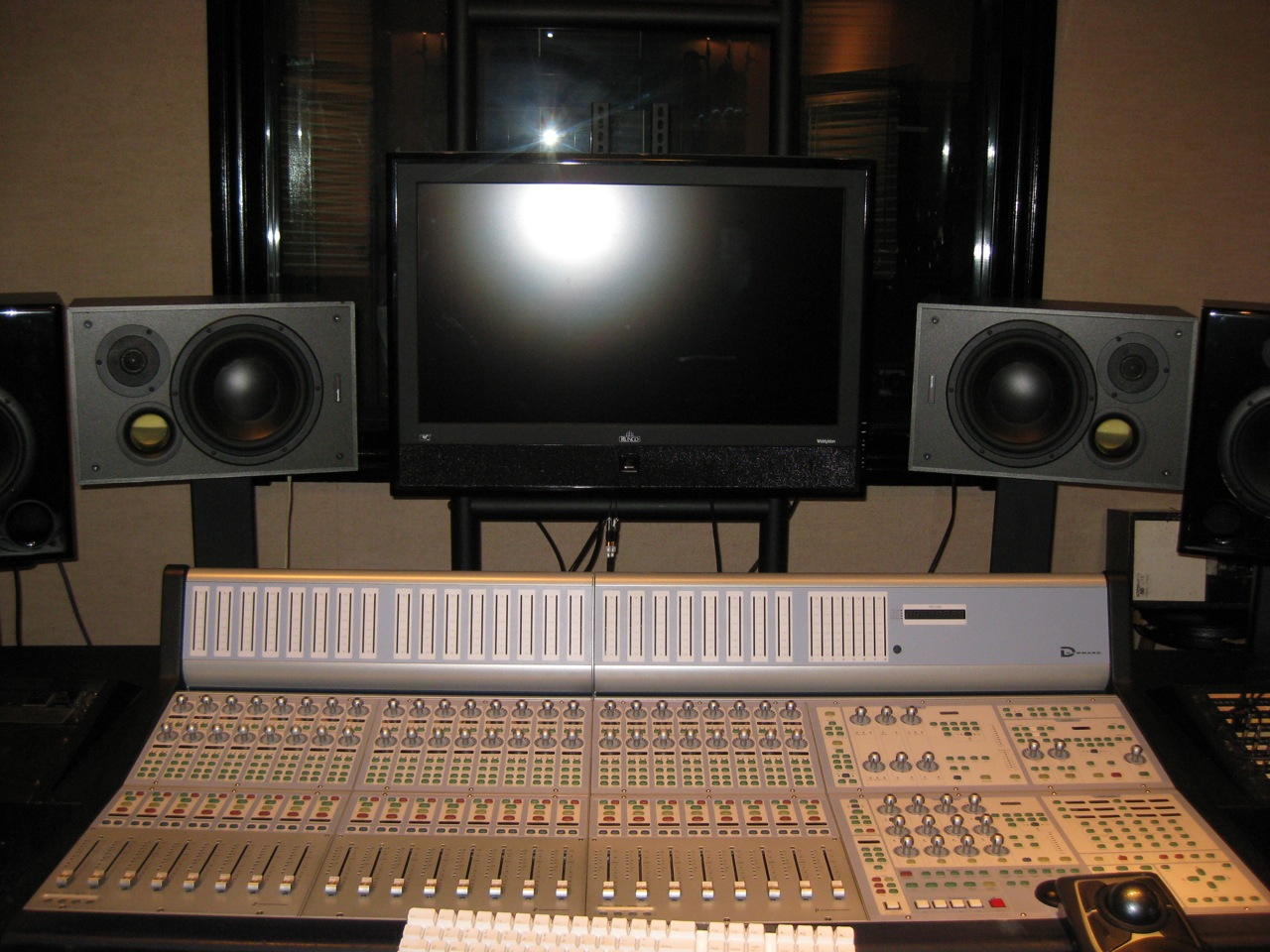
Dynaudio BM15P
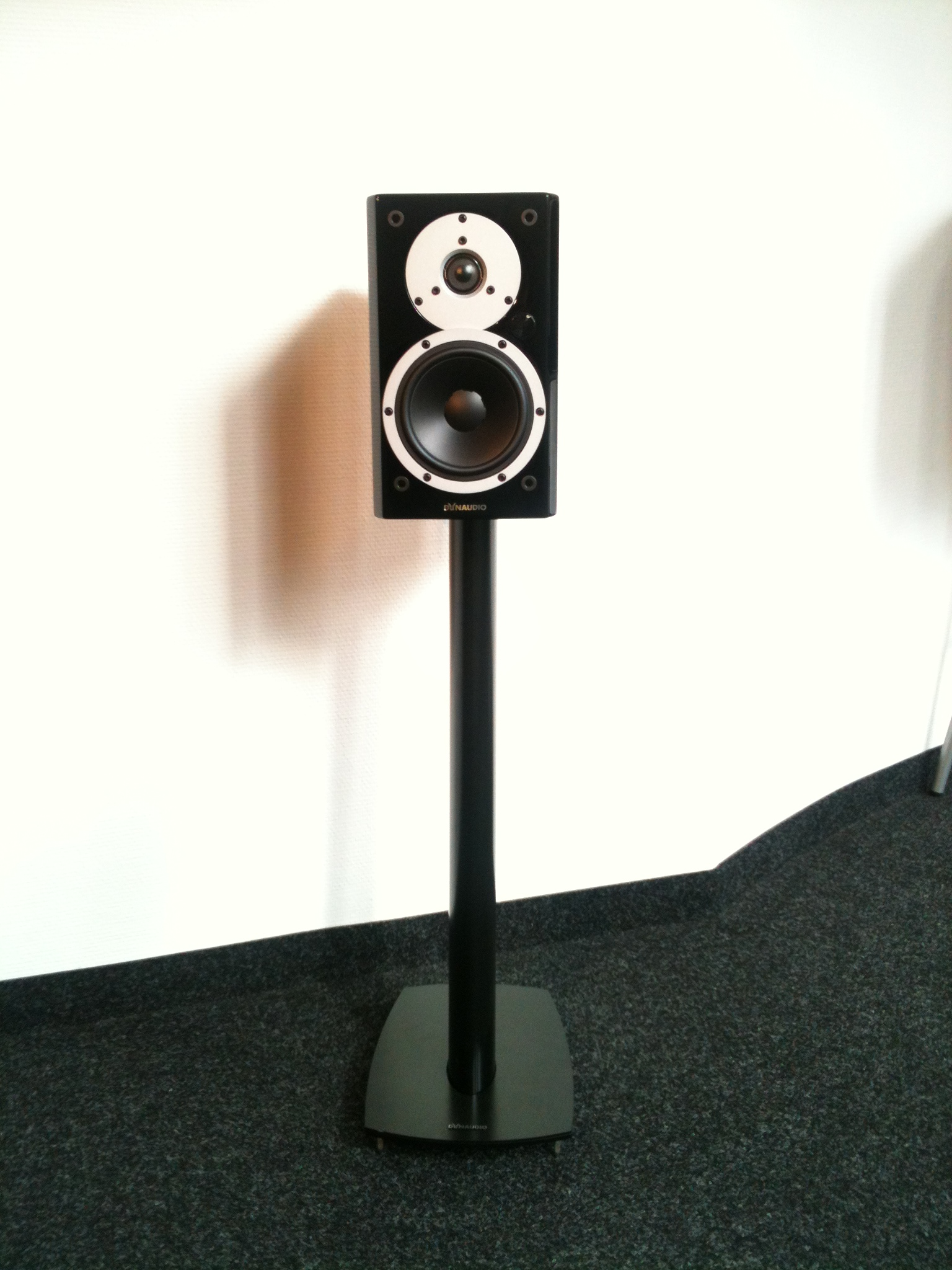
Dynaudio Xeo 3, wireless